# ساختمان بیمه شیکاگو
ساختمان شرکت بیمه شیکاگو، یک آسمان خراش در شیکاگو ایالات متحده بود که توسط ویلیام له بارون جنی در سال ۱۸۸۴ برای شرکت بیمه در نیویورک طراحی شد. ساخت آن یک سال بعد به اتمام رسید، این ساختمان به‌طور کلی به عنوان اولین ساختمان بلندمرتبه یاد می‌شود که بارهای وارده بر ساختمان در داخل و خارج آن توسط نوعی فولاد مقاوم در برابر آتش و با سازه قاب فلزی، که شامل بتن مسلح است، پشتیبانی می‌شود.
این ساختمان در سال ۱۸۸۵ افتتاح شد و ۴۶ سال بعد در سال ۱۹۳۱ تخریب شد.

## تاریخ
فرایند ساخت این بنا در سال ۱۸۸۵ در شیکاگو، ایلینویز به پایان رسید و اولین ساختمان بلندمرتبه بود که از سازه فولادی در قاب آن استفاده شده‌است، اما بیشتر سازه آن از چدن و آهن قالب‌گیری شده بود. در حالی که Ditherington Flax Mill یک ساختمان قدیمی از جنس فلز ضد آتش بود و گاهی اوقات به عنوان اولین آسمان خراش در نظر گرفته می‌شود، تنها پنج طبقه بلند بود.
به دلیل معماری و قاب سازه ای بی نظیر آن، ساختمان بیمه شیکاگو به عنوان یکی از اولین آسمان خراش‌های جهان در نظر گرفته شده‌است. این ساختمان ۱۰ طبقه داشت و ارتفاع آن ۱۳۸ فوت (۴۲٫۱ متر) بوده‌است. در سال ۱۸۹۱، دو طبقه به آن اضافه شد.